# 吴朝仁
吴朝仁（1900年—1973年），男，福建福州人，中国传染病学家，曾任北京医学院教授、副院长，北京医学院第一附属医院院长，中华医学会副秘书长，第四届全国政协委员。